# Oki's Movie
Oki's Movie (originaltitel:옥희의 영화) är en sydkoreansk film från 2010 i regi av Hong Sang-soo.